# L'edera/Timida serenata
L'edera/Timida serenata è un singolo della cantante Nilla Pizzi, pubblicato dalla RCA Italiana, nel 1958. 

## Descrizione
Entrambi i brani hanno visto la partecipazione dell'orchestra diretta da Marcello De Martino. Tra gli autori del brano Timida serenata compare Nicola Salerno con lo pseudonimo di Nisa. Entrambi i brani saranno presenti nella compilation Ti stringerò, pubblicato nel 1982.
Il brano L'edera si classificò secondo al Festival di Sanremo 1958, alle spalle di Domenico Modugno e Johnny Dorelli. Il brano vinse anche Canzonissima 1958.
Il brano Timida serenata è stato presentato al Festival di Sanremo 1958 da Gino Latilla e Carla Boni in coppia con Gloria Christian e Aurelio Fierro.

## Tracce
Lato A
1. L'edera (testo: Vincenzo D'Acquisto – musica: Saverio Seracini)

Lato B
1. Timida serenata (testo: Nisa – musica: Gino Redi)